# Noah Naujoks
Noah Naujoks (Rotterdam, 2 mei 2002) is een Nederlands voetballer die bij voorkeur als middenvelder speelt. Hij staat tot medio 2027 onder contract bij Excelsior Rotterdam.

## Clubcarrière

### Jeugd
Naujoks begon met voetballen bij VV SHO in Oud-Beijerland. Hier pikte Feyenoord hem op, waar hij instroomde in de jeugdopleiding. 

### Feyenoord
In aanloop naar het seizoen 2022/23 haalde hoofdtrainer Arne Slot Naujoks bij het eerste elftal. Zo mocht hij in de voorbereiding al enkele malen invallen. Op 7 augustus 2022 maakte Naujoks zijn officiële debuut voor het eerste elftal in de uitwedstrijd tegen Vitesse (2-5). Hij kwam in de 84e minuut in het veld voor Quinten Timber.

### Excelsior
Op 30 januari 2023 werd bekend dat Naujoks per direct de overstap zou maken naar stadgenoot Excelsior Rotterdam. Hij tekende een contract tot medio 2025.
Op 4 februari 2023 maakte hij zijn debuut bij Excelsior Rotterdam in de wedstrijd tegen RKC-Waalwijk (0-0). Naujoks kwam in de 82e minuut het veld in voor Kenzo Goudmijn.

## Carrièrestatistieken
| Seizoen        | Club           | Competitie     | Competitie | Competitie | Beker | Beker | Internationaal | Internationaal | Overig | Overig | Totaal | Totaal |
| Seizoen        | Club           | Competitie     | Wed.       | Dlp.       | Wed.  | Dlp.  | Wed.           | Dlp.           | Wed.   | Dlp.   | Wed.   | Dlp.   |
| -------------- | -------------- | -------------- | ---------- | ---------- | ----- | ----- | -------------- | -------------- | ------ | ------ | ------ | ------ |
| 2022/23        | Feyenoord      | Eredivisie     | 2          | 0          | 0     | 0     | 0              | 0              | 0      | 0      | 2      | 0      |
| Clubtotaal     | Clubtotaal     | Clubtotaal     | 2          | 0          | 0     | 0     | 0              | 0              | 0      | 0      | 2      | 0      |
| Carrièretotaal | Carrièretotaal | Carrièretotaal | 1          | 0          | 0     | 0     | 0              | 0              | 0      | 0      | 1      | 0      |

Bijgewerkt op 30 januari 2023